# Seznam glasbenih šol v Sloveniji
Seznam glasbenih šol v Sloveniji.

## Nižja stopnja

### Državne glasbene šole
- Glasbena šola Vinka Vodopivca Ajdovščina
- Glasbena šola Brežice
- Glasbena šola Celje
- Glasbena šola Frana Gerbiča Cerknica
- Glasbena šola Črnomelj
- Glasbena šola Domžale
- Glasbena šola Gornja Radgona
- Glasbena šola Grosuplje
- Glasbena šola Hrastnik
- Glasbena šola Idrija
- Glasbena šola Ilirska Bistrica
- Glasbena šola Jesenice
- Glasbena šola Kamnik
- Glasbena šola Kočevje
- Glasbena šola Koper
- Glasbena šola Kranj
- Glasbena šola Krško
- Glasbena šola Lendava
- Glasbena šola Litija-Šmartno
- Glasbena šola Moste - Polje Ljubljana
- Glasbena šola Franca Šturma Ljubljana
- Glasbena šola Ljubljana Vič - Rudnik
- Glasbena šola Slavka Osterca Ljutomer
- Glasbena šola Logatec
- Glasbena šola Murska Sobota
- Glasbena šola Nazarje
- Glasbena šola Nova Gorica
- Glasbena šola Marjana Kozine Novo mesto
- Glasbena šola Ormož
- Glasbena šola Postojna
- Glasbena šola Karol Pahor Ptuj
- Glasbena šola Radeče
- Glasbena šola Radlje ob Dravi
- Glasbena šola Radovljica
- Glasbena šola Ravne na Koroškem
- Glasbena šola Ribnica
- Glasbena šola Rogaška Slatina
- Glasbena šola Sevnica
- Glasbena šola Sežana
- Glasbena šola Slovenj Gradec
- Glasbena šola Slovenske Konjice
- Glasbena šola skladateljev Ipavcev Šentjur
- Glasbena šola Škofja Loka
- Glasbena šola Tolmin
- Glasbena šola Trbovlje
- Glasbena šola Trebnje
- Glasbena šola Tržič
- Glasbena šola Frana Koruna - Koželjskega Velenje
- Glasbena šola Vrhnika
- Glasbena šola Zagorje
- Glasbena šola Risto Savin - Žalec

### Zasebne glasbene šole
- Glasbena šola Promusica
- GVIDO, glasbena šola
- Glasbena šola STRUNICA
- Neomuzik, glasbena šola
- Gis Muzikaviva
- Moderna glasbena šola JAMA, Murska Sobota
- MetalRock šola kitare
- Glasbeni atelje Tartini
- Glasbeni center Edgar Willems
- Glasbeni center Zvočna zgodba
- Glasbena šola Svarun
- Glasbena šola Kantilena
- Studio Bel Canto Ljubljana
- Zavod sv. Stanislava - Glasbena šola
- Zasebna glasbena šola Muta
- Zavod Salesianum - Glasbena šola Rakovnik
- Zasebna glasbena šola v samostanu sv. Petra in Pavla (Ptuj)
- Zasebna glasbena šola B.A.S.E.
- Zasebna glasbena šola VOX
- Pevski studio Petje & Coaching Kristina Oberžan
- Glasbeno izobraževanje JazzObala

### Orgelske šole
- Orglarska šola sv. Jožefa Celje
- Orglarska šola v Ljubljani
- Škofijska orgelska šola v Mariboru
- Šola za cerkveno glasbo, Murska Sobota

## Srednja stopnja
- Srednja glasbena in baletna šola Ljubljana
- Srednja glasbena in baletna šola Maribor

## Višja in visoka stopnja
- Akademija za glasbo v Ljubljani

### Muzikologija
- Muzikološki oddelek Filozofske fakultete v Ljubljani
- Pedagoška fakulteta v Ljubljani
- Pedagoška fakulteta v Mariboru

## Zgodovinski pregled glasbenega šolstva v Sloveniji
Začetki organiziranega javnega glasbenega šolstva so se v Sloveniji pojavili v 19. stoletju. Glasbeno izobraževanje se je odvijalo tudi v okviru različnih glasbenih skupin in pevskih društev, pred in po 19. stoletju pa seveda v cerkvenih pevskih šolah in predvsem v jezuitskih kolegijih. Na slovenskem ozmelju je sicer delovalo tudi nekaj privatnih učiteljev. Javne glasbene šole pa so bile naslednje:
- Glasbena šola pri Ljubljanski stolnici (1807-1810)
- Javna glasbena šola pri Ljubljanski normalki (1816-1875)
- Glasbena šola pri Filharmonični družbi v Ljubljani (1821-1919); z vmesnimi presledki - naslednika sta Šola Glasbene matice in kasnejši Ljubljanski glasbeni konservatorij
- Glasbene učilnice Ljubljanske narodne čitalnice (1861-1882)
- Ptujska glasbena šola (nemška; 1863-1920)
- Pevski oddelek Dramatičnega društva, Ljubljana (1870-1878)
- Orglarska šola v Ljubljani (1877-1944, od 1971 naprej)
- Šola Glasbene matice (1882-1919); naslednika je Ljubljanski glasbeni konservatorij in kasnejša Akademija za glasbo v Ljubljani
- Orglarska šola v Celju (1899-1941)
  - Podružnična šola Glasbene matice v Celju (1907-1911)
  - Podružnična šola Glasbene matice v Gorici
  - Podružnična šola Glasbene matice v Trstu
  - Podružnična šola Glasbene matice v Kranju
- Glasbena šola Filharmoničnega društva »Filharmonischer Verein« v Mariboru (nemška; od 1882)
- Glasbena šola Cecilijinega društva, Maribor (od 1887)
- Glasbena šola Glasbenega društva Maribor (slovenska; od 1909)
- Slovenska mestna glasbena šola, Ptuj (1919-1922); priključitev Ptujski Glasbeni matici
- Ljubljanski glasbeni konservatorij (1919-1939); do leta 1937 skupaj z Ljubljansko Glasbeno matico; naslednica je Akademija za glasbo v Ljubljani
- Akademija za glasbo v Ljubljani (od 1939); sprva skupaj s Srednjo glasbeno šolo